# Landwasserschlepper
Il Landwasserschlepper o Land-Wasser-Schlepper, nome spesso abbreviato in LWS e stante per "trattore terra-acqua", è stato un trattore anfibio concepito per usi militari dalla Germania nazista dalla seconda metà degli anni trenta. Sviluppato lentamente, privo di corazzatura e armi, fu prodotto all'inizio degli anni quaranta in appena venti unità e non fu mai utilizzato in operazioni di sbarco, per le quali era stato concepito. I pochi esemplari completati furono adoperati in modo frammentario prevalentemente sul fronte orientale e un singolo mezzo prestò servizio in Nordafrica, inquadrato nel Deutsches Afrikakorps.
Fu concepita una curiosa variante, costituita da due LWS accoppiati e ottenuti sullo scafo del carro armato Panzer IV, allo scopo di trasportare carichi più elevati. Detta Panzerfahre, rimase comunque una mera sperimentazione.

## Storia

### Sviluppo
Nel maggio 1935, seguendo le direttive dello stato maggiore generale tedesco, il Waffenprüfung 5 (abbreviato in WaPruf. 5) si coordinò con il Waffenprüfung 6 perché si realizzasse un trattore speciale, capace di muovere sia in acqua che a terra e di trainare a riva un rimorchio galleggiante in grado di sostenere fino a 18 000 chili di peso, fossero attrezzature o singoli veicoli. Vista la complessità del progetto furono coinvolte alcune grandi ditte tedesche, la principale delle quali fu la Rheinmetall-Borsig. Una seconda fonte riporta, inoltre, che lo scopo principale della richiesta inoltrata dallo stato maggiore, presto rimpiazzato dall'Oberkommando des Heeres, fosse di dotarne i reparti genieri impegnati in attacchi anfibi.
A partire dal 1936 la Rheinmetall-Borsig attese dunque al concepimento del veicolo che ebbe la denominazione di Land-Wasser-Schlepper, traducibile in lingua italiana come "trattore terra-acqua". Il processo di sviluppo di una simile macchina proseguì senza fretta e i collaudi furono condotti esclusivamente nelle acque di fiumi e laghi, senza alcuna priorità. Alla fine di giugno 1940, dopo la vittoriosa campagna di Francia, l'eventualità di uno sbarco in Gran Bretagna divenne d'improvviso concreta e i progetti dell'LWS ricevettero immediata attenzione: un tale mezzo avrebbe potuto, senza alcun dubbio, dimostrarsi assai utile per la prevista operazione Leone marino. Fu però criticata la mancanza totale di corazzature, di armi di bordo e l'eccessivo ingombro del rimorchio galleggiante.

### Produzione
Il WaPruf. 5 ordinò una prima serie di quattro Landwasserschlepper da completare per l'11 dicembre 1940: a questa data il quarto esemplare era ancora in fase di costruzione, processo che si sarebbe concluso alla fine del mese. Nel frattempo fu richiesta una seconda serie di otto unità, che doveva essere fabbricata tra marzo e giugno 1941 al ritmo di due veicoli al mese. Documenti coevi segnalano però che al luglio 1942 la pianificazione non era stata rispettata e che soltanto sette esemplari erano operativi. Ciononostante l'Esercito tedesco si accordò con la Rheinmetall per la produzione di quattordici trattori, da iniziare tra luglio e agosto 1942 e da portare avanti fino al settembre 1943: sembra che anche quest'ultimo ordinativo non sia mai stato soddisfatto.
Una fonte riporta dati piuttosto differenti. Segnala che per nel luglio 1940 furono completati sette esemplari, non ben giudicati dai vertici militari tedeschi perché sprovvisti di corazzatura, armi e portellone dedicato all'accesso e allo scarico del materiale trasportato. Entro il marzo 1941, sotto l'impellenza del momento, furono comunque prodotti altri quattordici veicoli portando il totale a ventuno esemplari.

### Impiego operativo
Il fallimento raccolto dalla Luftwaffe nell'estenuante battaglia d'Inghilterra fece sfumare tra maggio e giugno 1941 ogni piano offensivo verso le isole britanniche. Gli LWS furono dunque inviati sull'appena aperto fronte in Unione Sovietica. Un singolo esemplare fu invece trasportato in Nordafrica e subito integrato nell'operazione Venezia, un'incursione anfibia programmata dal tenente generale Erwin Rommel per colpire le retrovie britanniche; in particolare l'LWS fu dato in carico alla Pionier-Landungs-Kompanie 778. Altri reparti coinvolti nell'attacco erano il Battaglione "San Marco", la 13ª Compagnia del Reggimento "Lehr" (addestramento) facente parte del corpo speciale Brandenburg e una piccola flottiglia composta da due navi da sbarco e quattro traghetti motorizzati, che rimorchiavano tre Mk VI Crusader catturati. Il complesso di unità fu denominato Kampfgruppe "Hecker" ma prima che potesse entrare in azione subì un'offensiva avversaria nella notte tra il 25 e il 26 maggio 1942; il pianificato sbarco fu cancellato da Rommel il 29 dello stesso mese e mai più ripreso in esame.
Nel maggio 1945, dopo la resa della Germania nazista e la fine della seconda guerra mondiale, un singolo LWS venne catturato dalle truppe britanniche e successivamente testato in Gran Bretagna.

## Caratteristiche
Il Landwasserschlepper era un curioso veicolo composto da scafo marittimo a fondo piatto accoppiato a un sistema di cingoli e sormontato da una piccola cabina di guida anteriore: questa era la sede dell'equipaggio di 3 uomini ma non presentava alcun tipo di blindatura, deficienza condivisa dall'intera macchina. Dietro era stato ricavato il vano di trasporto chiuso, in grado di contenere fino a 20 uomini equipaggiati e reso peculiare da una serie di piccoli oblò circolari, che enfatizzavano l'aspetto acquatico dell'LWS. La meccanica era composta per lato da quattro carrelli, ciascuno dotato di due ruote e vincolato a una sospensione a balestra; la ruota motrice era nella posizione convenzionale anteriore e quella di rinvio era sita posteriormente. In un vano posteriore ricavato dietro il comparto da trasporto si trovava l'apparato motore, un Maybach HL 120 TRM a 12 cilindri disposti a V erogante 265 hp a 2 800 giri al minuto: esso azionava due grandi eliche imperniate nella parte bassa dell'oblungo scafo. L'aria necessaria al raffreddamento era ottenuta da un'apposita presa, simile a una tozza torretta, saldata a destra della cabina di guida. Una fonte riporta che il propulsore in uso fosse invece il Maybach HL 120 TRM da 12 cilindri a V, tarato però su una potenza di 300 hp a 3 000 giri al minuto.
Il rimorchio creato specificamente era una grande piattaforma quadrangolare, dalle alte pareti corazzate e dotata di un portellone posteriore abbattibile, che serviva a caricare e scaricare i materiali trasportati. Il rimorchio poggiava su tre assali, uno anteriore e due posteriori, poiché una volta giunto sulla terraferma il trattore l'avrebbe trainato fino a un luogo sicuro dove lasciare il carico: di solito esso era rappresentato da un Sd.Kfz. 9, semicingolato pesante circa 18 tonnellate. In caso di trasporto di questo o altri blindati leggeri, era di prassi che l'equipaggio smontasse dal mezzo e prendesse posto nel vano coperto del trattore. Una fonte afferma che furono forniti rimorchi di due classi, da 10 e 20 tonnellate.
Nel complesso il Landwasserschlepper era un imponente mezzo lungo quasi 7,70 metri e alto oltre 2,60 metri, con un peso totale di 17 tonnellate. Le prestazioni in acqua erano comunque buone nonostante la mole, potendo raggiungere i 12 km/h (non si specifica se con il rimorchio o senza); sulla terraferma era in grado di arrivare a 35 km/h massimi e coprire fino a 150 chilometri di autonomia. Due fonti forniscono dati più precisi e un poco differenti: la velocità di punta in acqua senza carico era pari a 12,5 km/h, quella massima su terra arrivava a 40 km/h e l'autonomia su strada asfaltata ascendeva a 240 chilometri. Le medesime riportano altresì misure più elevate: lunghezza 8,60 metri, larghezza circa 3,16 metri e altezza 3,13 metri per un peso totale di 13 tonnellate.

## Varianti
Nel 1941 fu tentata un'ardita soluzione per l'utilizzo proficuo dell'LWS. Poiché il trattore non possedeva protezioni e i rimorchi erano stati oggetto di perplessità, i progettisti ritennero l'impostazione base ma sostituirono l'intero telaio con quello del carro armato medio Panzer IV: in questo modo fu possibile usufruire di corazzature leggere mantenendo una meccanica identica alla precedente. L'ibrido fu denominato Panzerfahre e fu progettato di adoperare coppie di tali veicoli per formare una sorta di pontone autopropulso, piattaforma di trasporto atta ad accogliere carichi pesanti: tuttavia ogni progresso in merito venne fermato prima della fine dell'anno e solamente due esemplari vennero effettivamente consegnati.